# 德斯布里 (麻薩諸塞州普查規定居民點)
德斯布里（英語：Duxbury）是位於美國麻薩諸塞州普利茅斯縣的一個普查規定居民點。

## 人口
根據2020年美國人口普查的數據，德斯布里的面積為6.89平方千米，當中陸地面積為5.72平方千米，而水域面積為1.17平方千米。當地共有人口1896人，而人口密度為每平方千米275.18人。